# Finanční rezerva
Finanční rezerva znamená odložení jistých peněžních prostředků na méně příznivé časy a to především v likvidní podobě. Jde o stavební pilíř jistoty nejen v osobních, ale podnikových a institucionálních financí. V době nepřízni hospodářského vývoje tvoří odložená spotřeba, ve formě finanční rezervy, zdroj krytí jistých i nenadálých výdajů. 

## Účel finanční rezervy
Finanční rezerva se tvoří za účelem krytí rizik spojené s negativním vývojem hospodářství a z nepředvídatelných událostí. Kryje náhlý výpadek příjmů a dává jistotu, že se osoba, podnik či instituce nedostane do existenčních problémů. Finanční rezerva osob by měla být ve výši šestiměsíčního obratu rodinného rozpočtu (jestliže rodina utratí měsíčně 30 000 Kč, optimální finanční rezerva uložená na běžném nebo spořícím účtu by měla být ve výši 180 000 Kč). Ostatní peníze by měly být uloženy ve výnosnějších investičních produktech, jako jsou otevřené podílové fondy nebo akcie.

## Principy finanční rezervy
1. Finanční rezerva by se měla tvořit deseti procenty příjmu
2. Finanční rezerva musí být likvidní, tudíž co nejrychleji a v plném rozsahu k dispozici

## Uložení finanční rezervy
Finanční rezerva dle principu číslo dva musí být snadno dostupná. Vhodným nástrojem mohou být spořicí účty, vedeny bez poplatku, které nabízí bankovní instituce. Peníze jsou úročeny úrokovou sazbou dle platného sazebníku. Dobré je volit banku, která dlouhodobě drží úrokovou sazbu ve výši v aktuální situaci srovnatelnou s nabídkami jiných bank. Taktéž lze využít peněžních fondů pro vytvoření finančních rezerv. Můžete získat i vyšší zhodnocení než u spořicích účtů, nicméně vklad není pojištěn institucemi pojištění bankovních vkladů, z čehož plyne vyšší riziko. Vždy je nutné zvažovat poplatky, riziko a v neposlední řadě likviditu.

## Doba finanční rezervy
Při tvorbě finanční rezervy se plánuje s krátkodobou rezervou do jednoho roku, střednědobou rezervou od jednoho do pěti let a dlouho dobou rezervou nad pět let. Dlouhodobé rezervy tvoří budoucí investice. Krátkodobá rezerva slouží především k dočasnému výpadku příjmů v horizontu šesti měsíců až jednoho roku. Středně a dlouhodobé rezervy slouží především k financování konkrétních cílů, nebo k dlouhodobějším výpadkům příjmu.